# No Rest for the Wicked (игра)
No Rest for the Wicked (с англ. — «Нет покоя нечестивым») — компьютерная игра в жанре экшен-RPG, разработанная австрийской студией Moon Studios. 18 апреля 2024 года игра была выпущена в раннем доступе на ПК. Впоследствии запланированы порты для консолей PlayStation 5 и Xbox Series X/S. Помимо однопользовательского режима, игра будет поддерживать мультиплеер до четырёх игроков. Разработчики описывают свой проект как смесь Dark Souls и Diablo.

## Сюжет
События разворачиваются на острове Сакра, чьё население находится под гнётом Мора, превращающего людей в монстров. Для борьбы с ним на остров прибывает главный герой — член древней секты.

## Геймплей
No Rest for the Wicked представляет собой экшен-RPG в открытом мире с динамической сменой погоды и созданными вручную пейзажами, без процедурной генерации. Игра будет содержать множество видов экипировки (с четырьмя видами редкости, наподобие Diablo), разнообразное оружие с уникальным мувсетом, а также врагов и боссов, к каждому из которых нужно будет подбирать отдельную тактику (наподобие игр серии Dark Souls). Перед началом прохождения игроки смогут настроить персонажа по своему вкусу в гибком редакторе. В No Rest for the Wicked появится несколько городов, включая основную столицу острова — Сакрамент. В ней игроки смогут взаимодействовать с местными жителями, создавать предметы и покупать дома, которые можно будет обустраивать. Также в No Rest for the Wicked можно будет заниматься побочными активностями, такими как рыбалка и земледелие. После прохождения компании заявлен эндгейм-контент в виде сражений с боссами с дополнительными модификаторами. Первый крупный патч добавит в игру мультиплеер (PvP и кооперативный режим), второй принесёт с собой новые регионы, врагов, предметы, оружие, сюжетный контент.

## Разработка
По словам руководителя проекта Геннадия Короля, разработка No Rest for the Wicked началась после релиза Ori and the Blind Forest: Definitive Edition, в 2016 году. Однако, вскоре команде стало ясно, что они ещё не готовы к столь масштабному проекту, поэтому решили выпустить сиквел Ori — The Will of the Wisps. Над первой частью Ori трудились около 20 человек, а над продолжением работали — почти 60. В свою очередь No Rest for the Wicked разрабатывают свыше 80 специалистов. Король отмечает, что коллективу очень пригодился опыт работы над дилогией Ori. Так, населённый персонажами уровень «Родниковые поля» в сиквеле Ori задумывался как своеобразная разминка перед No Rest for the Wicked, более того, фундамент для экшен-RPG закладывался (командой из нескольких человек) параллельно с созданием второй части метроидвании. В Moon Stidios отмечают, что вселенная игры навеяна циклом романов «Песнь льда и пламени», а также произведениями Шекспира — с интересными конфликтами и моральными дилеммами. По словам гендиректора компании Томаса Малера, он рассматривал первую часть Ori как «нашего Марио», потому что в ней уделялось много внимания платформингу, в свою очередь No Rest for the Wicked задумывалась им как проект уровня «Зельды»: «А что получится, если Moon Studios, сохранив свой визуальный стиль и всё такое, возьмётся за что-нибудь вроде „Зельды“?».
Прохождение основного контента в раннем доступе займёт от 15 до 25 часов, однако это время может увеличиться за счёт выполнения контрактов, прохождения испытаний и роглайк-режима Crucible.
После релиза No Rest for the Wicked в Steam русскоязычные игроки стали выражать жалобы по поводу того, что игру невозможно официально приобрести на региональный аккаунт. Узнав об этом Томас Малер выразил поддержку русскоязычному сообществу и пообещал найти решение этой проблемы: «Я бы хотел, чтобы каждый из вас смог сыграть в No Rest for the Wicked. На Moon работают люди со всего мира — украинцы, русские, израильтяне,... кто угодно». Руководитель Moon Studios подчеркнул, что их основная цель — создание игр, приносящих радость, а не участие в политических дискуссиях. Спустя год игра вышла в российском Steam.
Летом 2024 года для игры вышло первое крупное обновление под названием «Горнило» (The Crucible). Одним из центральных нововведений патча стало полностью переработанное Горнило Церимов — подземелье с элементами «рогалика» — в которое добавили в три раза больше случайно генерируемых комнат. Помимо этого в игру была добавлена новая фракция «Мрак и новые зоны в локациях верхнего мира — Чёрной канаве и Безымянном перевале. Разработчики сделали визуальные эффекты более зрелищными, улучшили общую производительность и добавили полноценную оптимизацию для Steam Deck. Появилась возможность гладить бродячих животных и приобретать улучшенные предметы у торговца-NPC Сенешаля.
30 апреля 2025 запланирован выход масштабного дополнения «Брешь» (The Breach), кардинально меняющее ряд существующих механик. К примеру, улучшили механику постройки зданий и пищи. В игру добавили новые локации (существенно изменив некоторые старые) превосходящие в два раза уже присутствующие области. Причем, для увеличения реиграбильности, игровые зоны теперь могут становиться заражёнными (с более ценным лутом), что меняет геймплей и набор противников на них (количество которых также увеличили). С новым патчем появились уникальных виды оружия (такие как перчатки и жезлы, помимо этого полностью переработали щиты), новый саундтрек (за авторством Гарета Кокера), а также хардкорный режим.